# Parque Marítimo César Manrique
Parque Marítimo César Manrique is een recreatiecomplex in de stad Santa Cruz de Tenerife (Tenerife, Canarische Eilanden, Spanje). De architect César Manrique ontwierp het park.
Het recreatiecomplex is gelegen in het district ‘Cabo-Llanos’, in de buurt van het internationale beur- en congrescentrum van Tenerife, het auditorium, de Torres de Santa Cruz en botanische tuin (palmetum). Parque Marítimo César Manrique ligt aan de autosnelweg TF-1 en heeft een eigen afslag. De groei van de haven van Santa Cruz was een belangrijke impuls voor de ontwikkeling van zowel het waterpark als de botanische tuin.

## Faciliteiten
Het complex beslaat een oppervlakte van 22.000 vierkante meter en bestaat uit:
- Zwembaden met zeewater
- Restaurants
- Sportschool
- Jacuzzi
- Speeltuin
- Sportfaciliteiten
- Klein strand

Parque Marítimo César Manrique leent zich voor uiteenlopende gelegenheden, waaronder evenementen, borrels, diners, etc.
Het recreatiecomplex biedt uitzicht op de aangrenzende botanische tuin, die meer dan 300 verschillende soorten palmen herbergt, alsmede het Museo Etnográfico de Palmeras (etnografisch palmenmuseum).
In 2003 werden het Castillo de San Juan, Casa de la Pólvora en een oude aanlegsteiger aan het zwembadenpark toegevoegd.

## Sluiting en heropening
Parque Marítimo César Manrique wordt beheerd door het bedrijf Parque Marítimo Santa Cruz S.A., waar zowel de gemeente als de havenautoriteit van Santa Cruz de Tenerife voor 50% in participeert.
In maart 2009 werd het complex om juridische redenen gesloten en op 22 april 2010 ging het deels weer open. Op dat moment vonden er nog herstelwerkzaamheden plaats die nodig waren nadat Parque Marítimo ruim een jaar dicht was geweest. Op 4 juni 2011 werd Parque Marítimo na afronding van de herstelwerkzaamheden weer helemaal opengesteld voor het grote publiek.

## Afbeeldingen

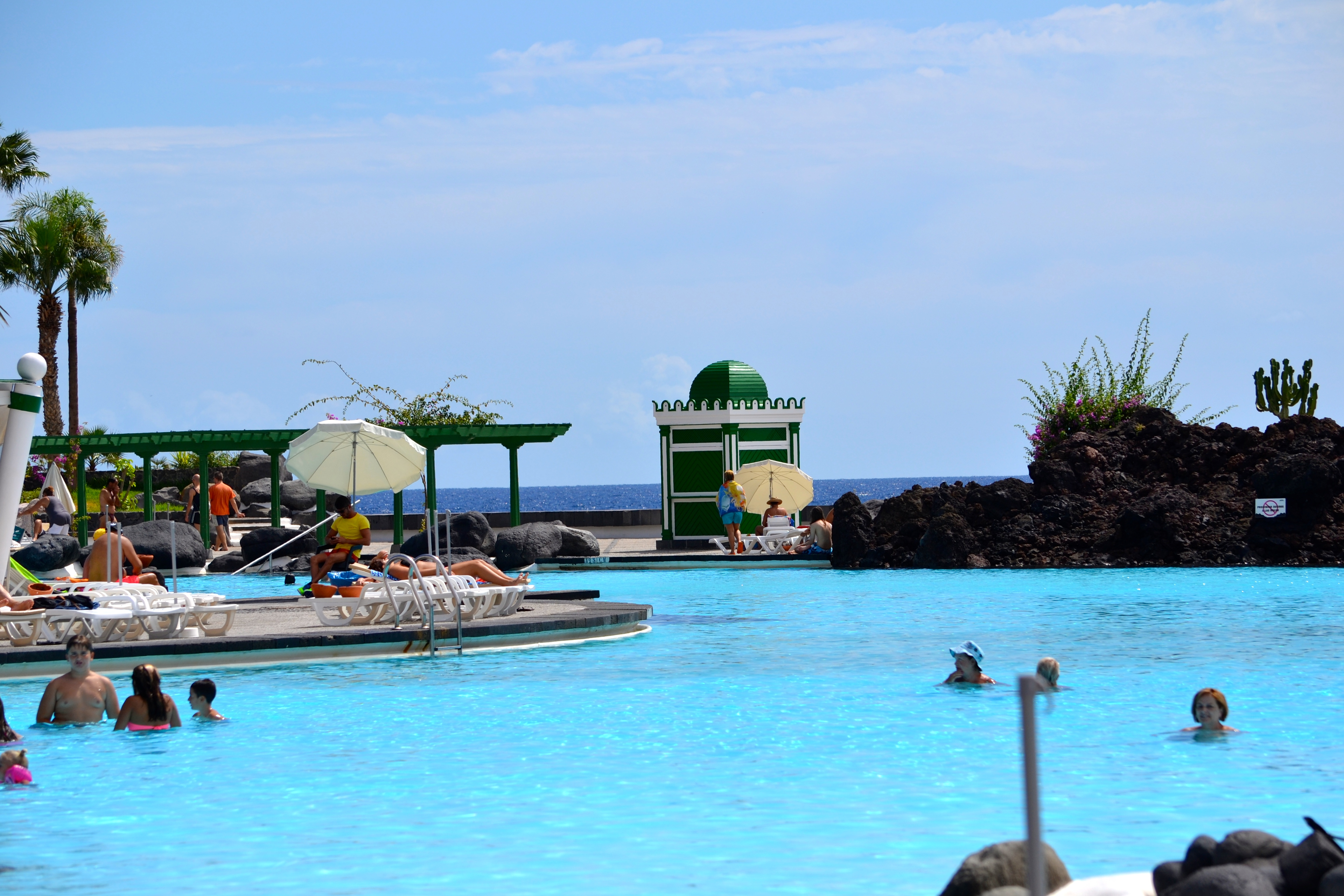
Parque Marítimo César Manrique zwembad
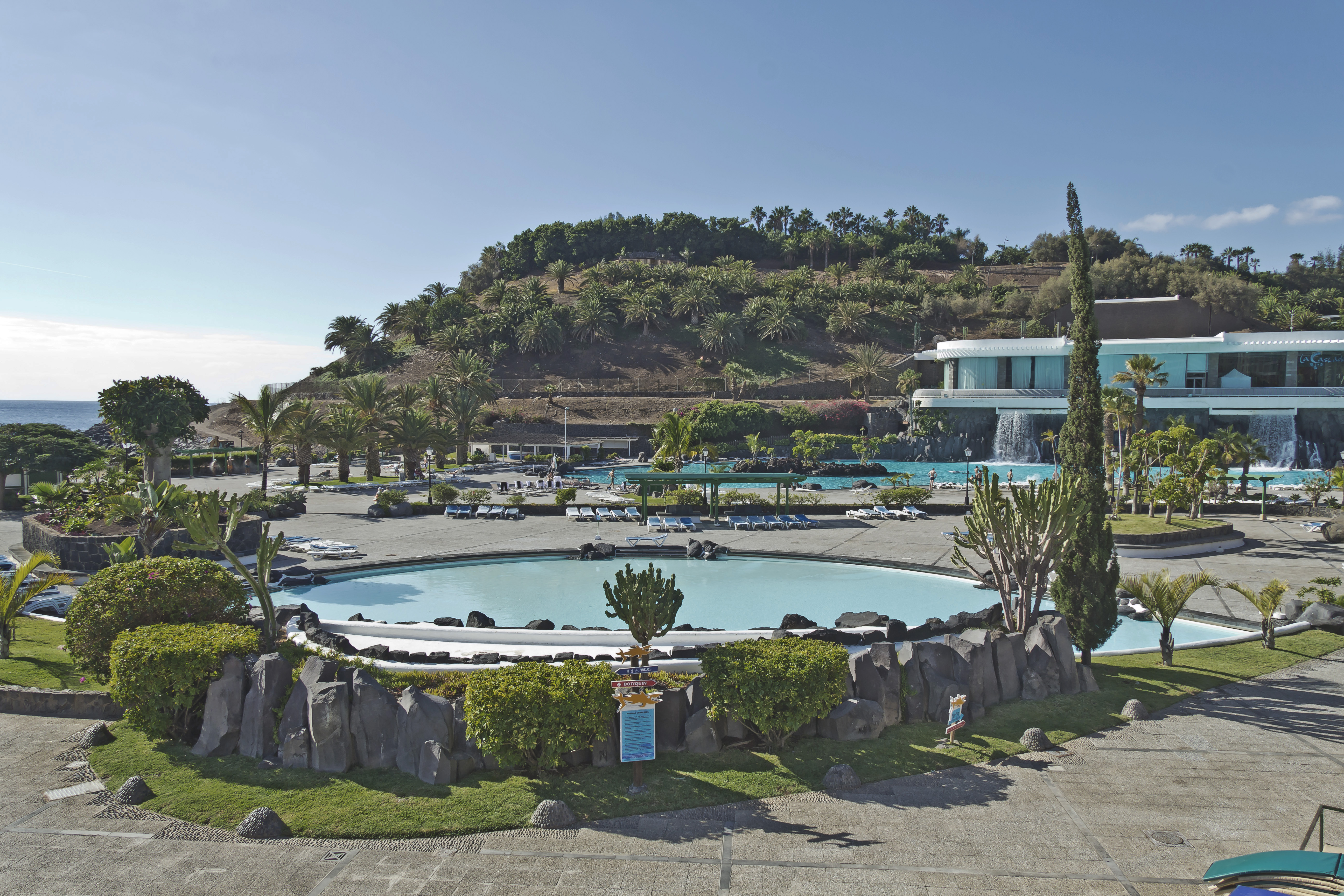
Parque Marítimo César Manrique met botanische tuin op achtergrond
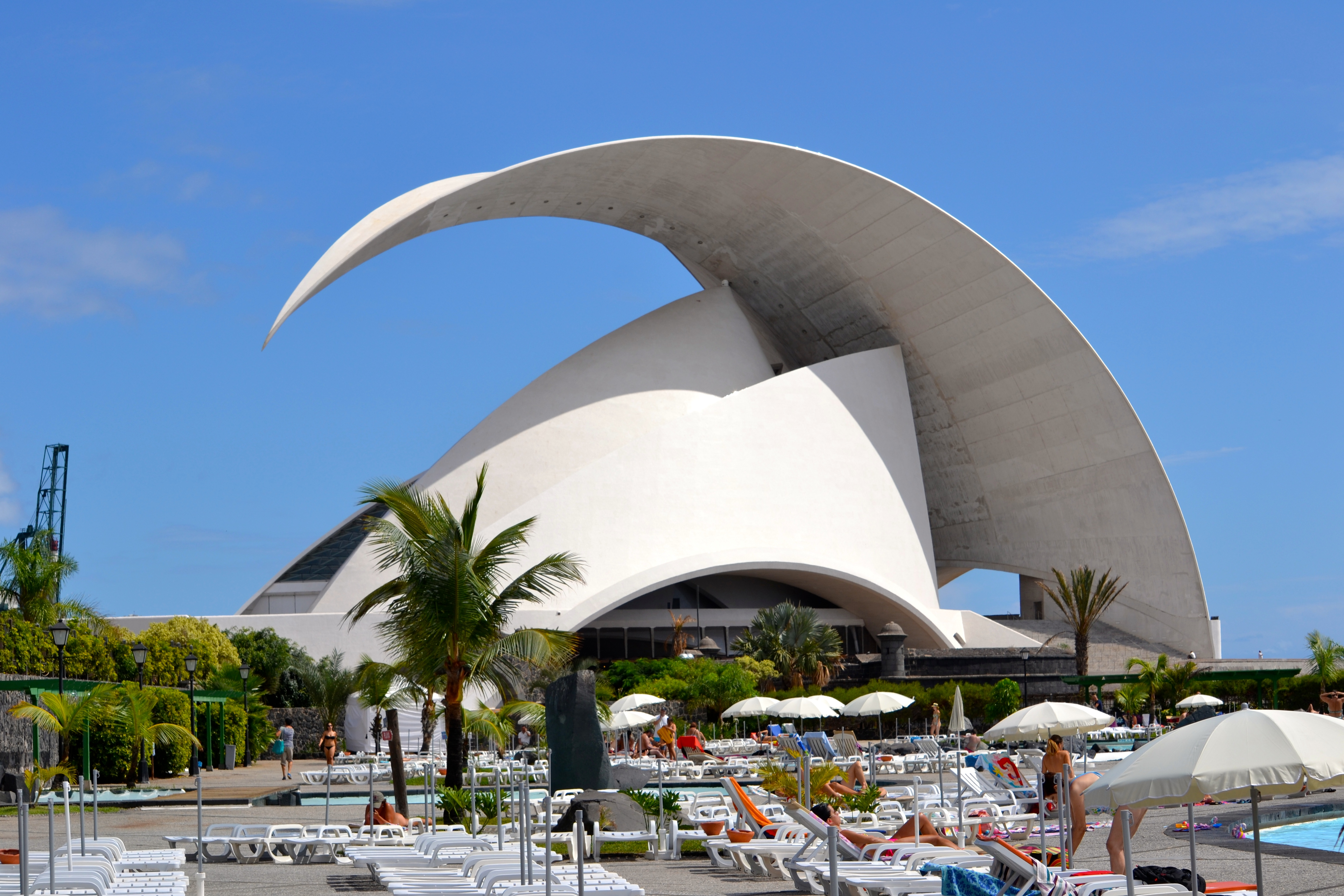
Parque Marítimo César Manrique met auditorium op achtergrond
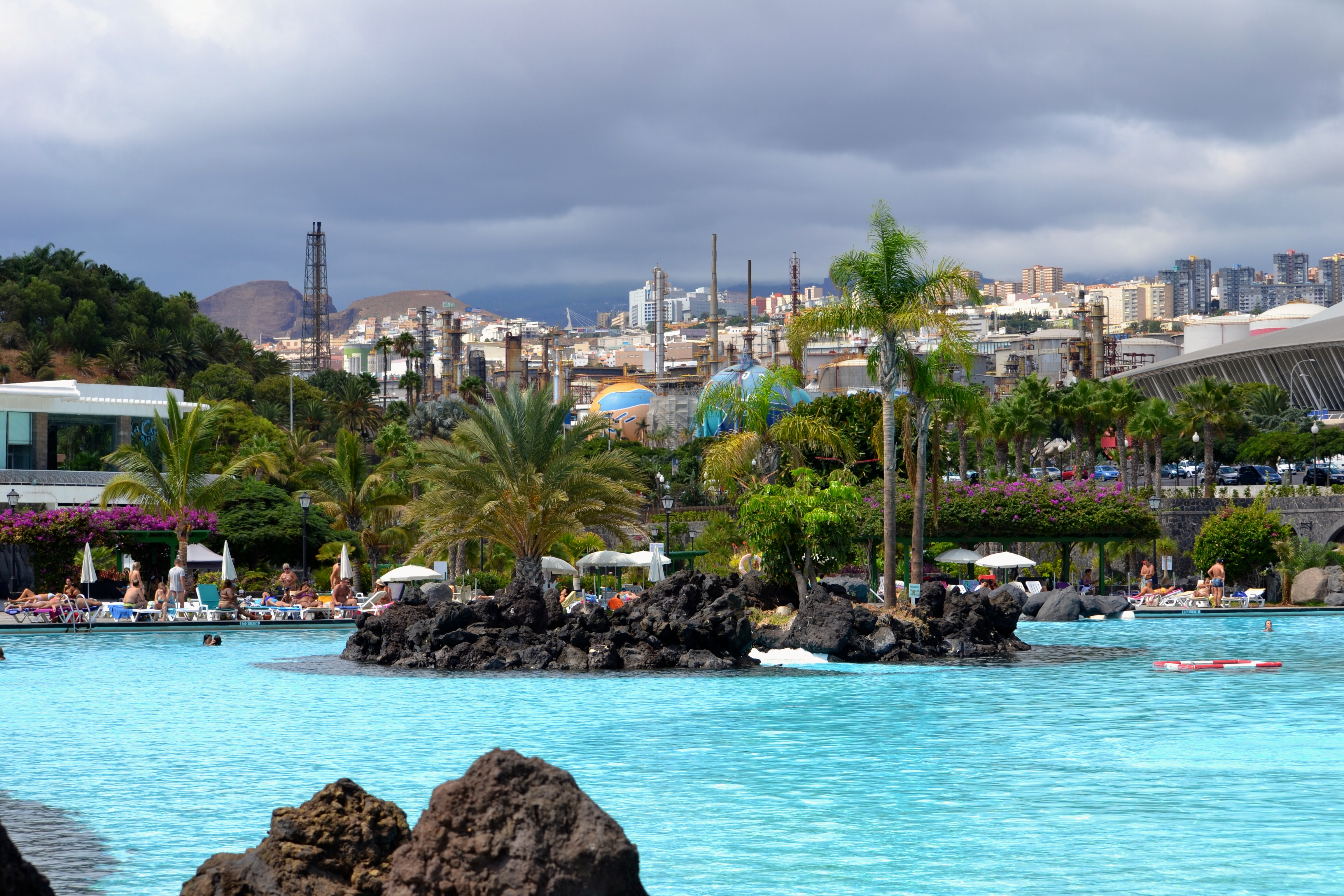
Parque Marítimo César Manrique zwembad met eiland